# Roger Chapman (zanger)

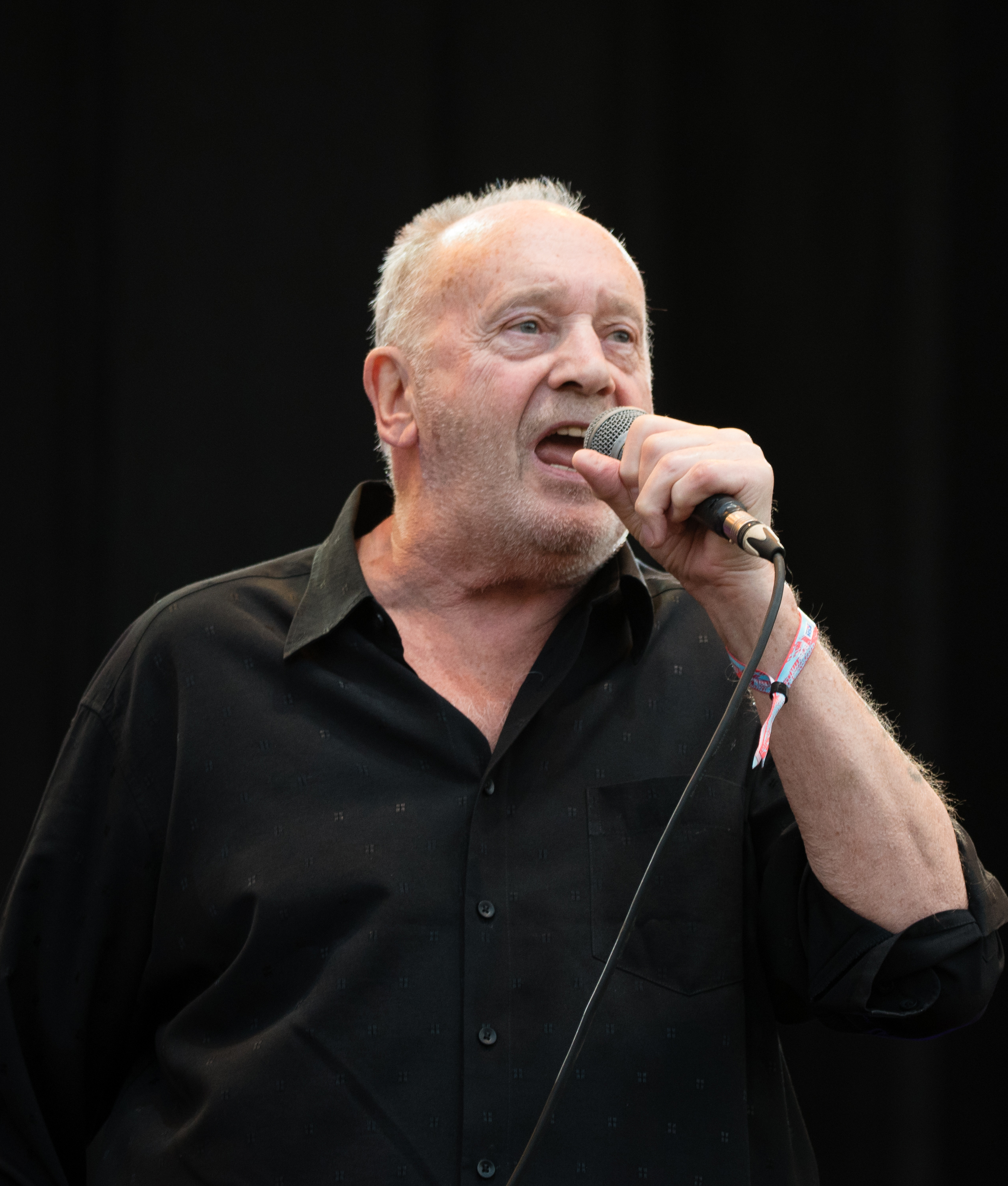
Roger Chapman 2018

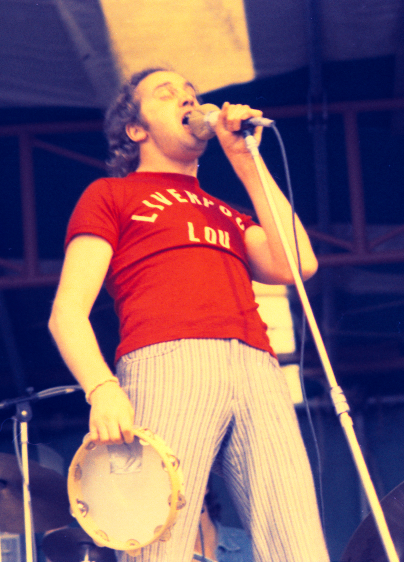
Roger Chapman, 1974

Roger Maxwell "Chappo" Chapman (Leicester, 8 april 1942) is een Brits rockzanger.

## Biografie
Chapman begint zijn zangcarrière in 1966 bij de band The Farinas. In 1967 trad hij toe tot de fameuze Britse rockband Family. In 1974 richtte hij samen met Charlie Whitney (gitaar) de Streetwalkers op.
Vanaf 1978 treedt Chapman solo op, soms met een begeleidingsband. Hij staat bekend als een temperamentvol performer en wordt als zanger geroemd om zijn rauwe vocale vibrato. Solo-successen behaalde hij met een cover van Let's Spend the Night Together van The Rolling Stones (1978) en Shadow on the wall met Mike Oldfield (1983).
In augustus 2010 kondigde Chapman zijn afscheidsconcert aan op het 'Rhythm Festival' te Biggleswade, maar later gaf hij aan met deze aankondiging slechts alle kaartjes te hebben willen verkopen. Ook nadien gaf hij nog concerten, onder andere tijdens een reünieconcert van Family, waarvan een cd-box met meer dan acht uur muziek verschijnt.

## Discografie
Roger Chapman solo:
- Live (1977) 2 LP Recorded on tour february/march 1977 in Great Britain
- Chappo (1978)
- Live in Hamburg (1979)
- Mail Order Magic (1980)
- Hyenas Only Laugh for Fun (1981)
- The RiffBurglar Album (Legendary Funny Cider Sessions) (1982)
- He Was, She Was, You Was, We Was (Live 2 CD, 1982)
- The RiffBurglars (SWAG) (1983)
- Mango Crazy (1983)
- The Shadow Knows (1984)
- Zipper (1986)
- Techno Prisoners (1987)
- Live in Berlin (1989)
- Walking the Cat (1989)
- Hybrid and Lowdown (1990)
- Kick it Back (UK Kompilation) (1990)
- Under No Obligation (1992)
- King of the Shouters (Kompilation 1994)
- Kiss My Soul (1996)
- A Turn Unstoned (1998)
- Anthology 1979 - 1998 (Kompilation 2 CD, 1998)
- In My Own Time (Live 2 CD, 1999)
- Rollin' & Tumblin' (2001)
- Roger Chapman, Family and Friends (Comp. 5 CD + Book, 2003)
- Chappo-The Loft Tapes, Volume 1: Manchester University 10.3.1979 Mystic (2006 )
- Chappo-The Loft Tapes, Volume 2: Rostock 1983 Mystic (2006 )
- Chappo-The Loft Tapes, Volume 3: London Dingwalls 15.4.1996 Mystic(2006)
- Chappo-The Loft Tapes, Volume 4: Live At Unca Po's Hamburg 5.3.1982 Mystic (2006)
- One More Time For Peace (2007)
- Hide Go Seek (2 CD, 2009)
- Maybe the last time (live 2012)

Dvd
- Roger Chapman and Friends (Live NewCastle 2002) (2003)
- Roger Chapman at Rockpalast (Live Hamburg 1979 & Essen 1981) (2004)